# Fænologi
Fænologi ((græsk): phaino- af phaínesthai, vise sig), er en videnskabsgren og læren om de periodiske fænomeners indtræden hos dyr og planter, samt at udforske sammenhængen mellem disse og de klimatiske faktorer, eksempelvis trækfuglenes ankomst, løvspring, løvfald osv.

## Ekstern henvisning og kilde
- Runeberg/ Salmonsen Arkiveret 23. juli 2011 hos  Wayback Machine

| Biologi | Spire Denne artikel om biologi er en spire som bør udbygges. Du er velkommen til at hjælpe Wikipedia ved at udvide den. |